# Allen Edwards
Allen Eugene Edwards (Miami, 16 dicembre 1975) è un allenatore di pallacanestro ed ex cestista statunitense.

## Palmarès

### Giocatore
- Campionato NCAA: 2

Kentucky Wildcats: 1996, 1998